# Mobile phone tracking
Mobile phone tracking verwijst naar het bepalen van de huidige positie van een mobiele telefoon. Dit kan gebeuren aan de hand van multilateratie van de radiosignalen tussen de mobieletelefoniemast(en) onderling en tussen de mobieletelefoniemast(en) en de telefoon. Een tweede mogelijkheid is plaatsbepaling door middel van gps, wat veel nauwkeuriger is.
Om gebruik te maken van de multilateratie-techniek om de mobiele telefoon te positioneren, moet deze een roaming-signaal verzenden naar de dichtstbijzijnde gsm-mast. Maar er hoeft geen gesprek gevoerd te worden om van deze techniek gebruik te kunnen maken, er wordt namelijk gebruikgemaakt van de celgegevens.
Deze locatiebepaling wordt gedaan aan de hand van wiskundige algoritmen, onder andere trilateratie, en zal niet zo nauwkeurig zijn als de plaatsbepaling aan de hand van gps. Als er aanvullend gebruik wordt gemaakt van kaartgegevens, kan een telefoon nog nauwkeuriger gelokaliseerd worden, zoals uitgevoerd door TomTom in het geval van HD Traffic.

## Technologie
Er zijn verschillende manieren om de positie van een mobiele telefoon te gaan bepalen en er komen voortdurend nieuwe bij. Dit heeft te maken met de extra mogelijkheden waarmee een mobiele telefoon tegenwoordig wordt uitgerust. Dit gaat om wifi, gps, accelerometer, bluetooth en verschillende andere sensoren.
De verschillende manieren om aan locatiebepaling te doen bij mobiele telefoons zijn op te delen in 4 grote categorieën:
- Netwerk-gebaseerd
- Handset-gebaseerd
- Sim-gebaseerd
- Hybride

### Netwerk-gebaseerd
De netwerk-gebaseerde techniek maakt gebruik van de infrastructuur van de service-provider om de locatie van de mobiele telefoon te bepalen. Het voordeel hiervan is dat deze gebruikt kunnen worden zonder de mobiele telefoon te beïnvloeden.
De nauwkeurigheid van de netwerk-gebaseerde methoden varieert. Dit komt doordat deze afhangt van de concentratie van de basis-stations (de gsm-masten) en van de implementatie van de al dan niet recentste timing methodes. Zo zal in een stedelijke omgeving de locatiebepaling nauwkeuriger zijn dan in een landelijke omgeving.
Om deze techniek te kunnen toepassen moet er wel samengewerkt worden met de service-providers, daar zij de hardware en software om aan de locatiebepaling te gaan doen moeten installeren in hun netwerk.

### Handset-gebaseerd
In deze techniek is het nodig dat de cliënt (de gebruiker) software installeert op zijn mobiel toestel. Deze software zal worden gebruikt om de positie te bepalen. De software zal hiervoor gebruikmaken van onder andere celgegevens, IMEI, signaalsterkte tussen toestel en mast, signaalsterktes tussen cel en naburige cellen. Als het toestel dan ook nog is uitgerust met gps, kan de plaatsbepaling nog nauwkeuriger worden uitgevoerd.
Het nadeel van deze techniek (voor de telefoonprovider) is dat er software op het toestel moet worden geïnstalleerd. Om te kunnen werken, is samenwerking tussen de software en de software van de provider vereist. Ook moet de software van de provider kunnen samenwerken met de verschillende besturingssystemen van de mobiele telefoons. Zo zou zulke software kunnen draaien op de hedendaagse smartphones die gebaseerd zijn op onder andere Symbian, Android, Blackberry OS, Windows Phone, iOS.
Een oplossing voor dit probleem zou het installeren van hard- of software door de fabrikant kunnen zijn, zoals het inbouwen van bijvoorbeeld E-OTD of U-TDOA. Het grootste probleem hier is dat alle fabrikanten overtuigd moeten worden om hetzelfde systeem te gebruiken en te implementeren, alsook wie er zou opdraaien voor het kostenplaatje. Een ander probleem is het omgaan met vreemde toestellen die rondzwerven op het netwerk.

### Sim-gebaseerd
Door gebruik te maken van de simkaart in mobiele toestellen is het mogelijk om ruwe data van het netwerk op te vragen. Deze data kunnen zijn: de cel waar het toestel zich momenteel in bevindt, de signaalsterktes enz. Welk type data juist verkregen kan worden, is afhankelijk van het toestel. Zo kan het bijvoorbeeld niet mogelijk zijn om data van het toestel te verkrijgen, maar wel direct van de simkaart.

### Hybride
In deze techniek worden de methodes van de netwerk- en de handset-gebaseerde methodes gecombineerd om een nauwkeurigere plaatsbepaling te verkrijgen. Een voorbeeld hiervan is A-gps. Hier wordt een combinatie van gps-signalen en signalen uit andere bronnen (vb. wifi) gebruikt om aan plaatsbepaling te doen. Dit met als doel een nauwkeurigere plaatsbepaling te gaan verkrijgen of zelfs om aan plaatsbepaling te gaan doen in gebouwen, waar er geen gps-signalen ontvangen kunnen worden. Deze techniek wordt ook gebruikt door onder andere Google Latitude, Buddyway

### Wifi-tracking
De lokalisatie van mobiele telefoons kan ook gebeuren met behulp van wifi-trackers. Deze techniek wordt bijvoorbeeld toegepast bij het volgen van bezoekers in winkelstraten en voor het bepalen van het gedrag van winkelend publiek in winkels. Bij grote evenementen kan de techniek ook gebruikt worden om bezoekersstromen te meten. Voor deze technologie worden scanners gebruikt die het MAC-adres opvangen. Het MAC-adres is een identificatienummer dat uniek is voor een bepaalde telefoon, tablet of laptop. Het adres wordt ook door het apparaat uitgezonden als het niet op de Wifi is aangesloten, maar alleen als de optie Wifi-netwerk zoeken is ingesteld. De gebruiker van het apparaat is daardoor meestal niet op de hoogte dat zijn positie wordt gevolgd.

## Voor- en nadelen
Het voordeel van de plaatsbepaling met behulp van de celgegevens is dat deze snel verkregen kan worden, het nadeel is dat deze vrij onnauwkeurig is. Dit hangt ook af van het aantal naburige masten.
De plaatsbepaling met behulp van gps heeft als voordeel dat deze vrij accuraat is, maar als minpunt dat deze in gebouwen/tunnels niet of slecht werkt.
Om deze nadelen te minimaliseren zijn vooral de hybride systemen aan een opmars bezig.

## Gebruik
Door de technologische revolutie en het ontstaan van sociale netwerken wordt deze techniek ook gebruikt voor andere doeleinden. Zo kan bij status-updates van onder andere Facebook en Google+ een locatie meegegeven worden. Deze kan bij mobiele telefoons op basis van de "mobile phone tracking"-techniek verkregen worden.
Ook bij andere diensten zoals in navigatiesystemen kan deze techniek gebruikt worden om het startpunt van een routeplan te bepalen.

## Privacy
Het is niet zomaar mogelijk om deze techniek overal te gebruiken. Dit druist in België namelijk in tegen de wet op de privacy, te weten de Belgacomwet en zijn uitbreidingen.
Er zijn echter uitzonderingen, die ervoor zorgen dat deze techniek wel kan worden gebruikt. Zo kan een rechter oordelen dat de ordediensten (voornamelijk de politie) van deze techniek gebruik mag maken om vermiste criminelen op te sporen.
Van deze techniek mag wel gebruikgemaakt worden als beide partijen hun toestemming verlenen.